# Miodytiscus
Miodytiscus is een geslacht van uitgestorven kevers uit de familie waterroofkevers (Dytiscidae). Het geslacht is voor het eerst wetenschappelijk beschreven in 1911 door Henry Frederick Wickham. Het geslacht is verwant aan het moderne geslacht Dytiscus.

## Soorten
Het geslacht omvat de volgende soort:
- Miodytiscus hirtipes Wickham, 1911